# 1940'erne
Århundreder: 19. århundrede – 20. århundrede – 21. århundrede
Årtier: 1890'erne 1900'erne 1910'erne 1920'erne 1930'erne – 1940'erne – 1950'erne 1960'erne 1970'erne 1980'erne 1990'erne
År: 1940 1941 1942 1943 1944 1945 1946 1947 1948 1949

## Begivenheder
- Anden verdenskrig 1939-45
- Manhattanprojektet; udviklingen af den første atombombe og efterfølgende brugen over Hiroshima og Nagasaki
- Den arabisk-israelske krig 1948
- NATO blev etableret i 1949.
- Forbundsrepublikken Tyskland og Tyske Demokratiske Republik blev begge grundlagt i 1949.

## Verdens ledere
- Adolf Hitler
- Winston Churchill
- Josef Stalin
- Franklin D. Roosevelt
- Harry S. Truman
- Benito Mussolini
- Francisco Franco
- Philippe Pétain
- Charles de Gaulle
- David Ben-Gurion
- Hirohito
- Mao Zedong
- Kim Il-sung

## Kunst

### Kunstnere
- Fred Astaire
- Abbott og Costello (Bud Abbott & Lou Costello)
- Ingrid Bergman
- Humphrey Bogart
- James Cagney
- Bing Crosby
- Bette Davis
- Clark Gable
- Judy Garland
- Cary Grant
- Rita Hayworth
- Katharine Hepburn
- Bob Hope
- Gene Kelly
- James Stewart
- Spencer Tracy

### Film
- Alfred Hitchcock: Rebecca (1940)
- Orson Welles: Citizen Kane (1941)
- Michael Curtiz: Casablanca (1942)
- Henry King: Sangen om Bernadette (1943)
- Leo McCarey: Går du min vej? (1944)
- Billy Wilder: Forspildte dage (1945)
- Frank Capra: It's a Wonderful Life (1946)
- William Wyler: De bedste år (1946)
- Elia Kazan: Mand og mand imellem (1947)
- John Huston: Tre mand søger guld (1948)
- Laurence Olivier: Hamlet (1948)
- Robert Rossen: Alle kongens mænd (1949)